# Rudolph Pearce
Rudolph Pearce (Kingston, 18 dicembre 1945) è un ex calciatore giamaicano, di ruolo difensore.

## Carriera

### Club
In patria giocò nel Cavalier prima di trasferirsi nel 1967 negli Stati Uniti d'America per giocare nell'Atlanta Chiefs. Con gli Chiefs ottenne il quarto posto della Western Division della NPSL, non riuscendo così a qualificarsi per la finale della competizione, poi vinta dagli Oakland Clippers. Con il sodalizio di Atlanta vinse la NASL 1968.
Dopo un'esperienza con il New York Hota passa la New York Cosmos, con cui giunge alle semifinali per l'assegnazione del titolo della North American Soccer League 1971, persa contro l'Atlanta Chiefs.
Terminata l'esperienza ai Cosmos ritorna all'Hota.

### Nazionale
Nel 1965 con la sua nazionale giunse a giocare il secondo turno delle qualificazioni al campionato mondiale 1966.
Nell'agosto 1965 è convocato per gli incontri d'esibizione dell'Independence Football Festival.
Nel 1968 Pearce con la sua nazionale chiude all'ultimo posto del Gruppo 3 delle qualificazioni al campionato mondiale di calcio 1970 della CONCACAF.

## Statistiche

### Cronologia presenze e reti in Nazionale[4]
| Cronologia completa delle presenze e delle reti in nazionale ― Giamaica | Cronologia completa delle presenze e delle reti in nazionale ― Giamaica | Cronologia completa delle presenze e delle reti in nazionale ― Giamaica | Cronologia completa delle presenze e delle reti in nazionale ― Giamaica | Cronologia completa delle presenze e delle reti in nazionale ― Giamaica | Cronologia completa delle presenze e delle reti in nazionale ― Giamaica | Cronologia completa delle presenze e delle reti in nazionale ― Giamaica | Cronologia completa delle presenze e delle reti in nazionale ― Giamaica |
| Data                                                                    | Città                                                                   | In casa                                                                 | Risultato                                                               | Ospiti                                                                  | Competizione                                                            | Reti                                                                    | Note                                                                    |
| ----------------------------------------------------------------------- | ----------------------------------------------------------------------- | ----------------------------------------------------------------------- | ----------------------------------------------------------------------- | ----------------------------------------------------------------------- | ----------------------------------------------------------------------- | ----------------------------------------------------------------------- | ----------------------------------------------------------------------- |
| 11-5-1965                                                               | San José                                                                | Costa Rica                                                              | 7 – 0                                                                   | Giamaica                                                                | Qual. Mondiali 1966                                                     | -                                                                       |                                                                         |
| 27-11-1968                                                              | San José                                                                | Costa Rica                                                              | 3 – 0                                                                   | Giamaica                                                                | Qual. Mondiali 1970                                                     | -                                                                       |                                                                         |
| 1º-12-1968                                                              | San José                                                                | Costa Rica                                                              | 3 – 1                                                                   | Giamaica                                                                | Qual. Mondiali 1970                                                     | -                                                                       |                                                                         |
| 5-12-1968                                                               | Tegucigalpa                                                             | Honduras                                                                | 3 – 1                                                                   | Giamaica                                                                | Qual. Mondiali 1970                                                     | -                                                                       |                                                                         |
| 8-12-1968                                                               | Tegucigalpa                                                             | Honduras                                                                | 2 – 0                                                                   | Giamaica                                                                | Qual. Mondiali 1970                                                     | -                                                                       |                                                                         |
| Totale                                                                  |                                                                         | Presenze                                                                | 5+                                                                      |                                                                         | Reti                                                                    | ?                                                                       |                                                                         |